# Yvonne Le Tac
Yvonne Le Tac (París, 22 de agosto de 1882-París, 23 de diciembre de 1957) de soltera Yvonne Manière, fue una maestra, directora y militante francesa de la escuela de niñas ubicada en el número 7 de la calle que ahora lleva su nombre, en París.

## Biografía
La casa de Yvonne Le Tac en Bretaña, en Saint-Pabu, fue un importante punto de cruce entre Londres y Francia. Miembro de la red Overcloud, alojó a los ilegales que se embarcaron a bordo de una canoa para unirse a un transbordador de la Royal Navy.
Yvonne fue arrestada el 7 de febrero de 1942 y deportada a Ravensbrück, Lublin-Majdanek, luego Auschwitz- Birkenau. Luego de la liberación por los soviéticos, fue repatriada a Marsella vía Odessa, donde encontró parte de su familia y, también supervivientes de los campos de exterminio.
Regresó a su casa en Bretaña, luego fue a París para terminar sus días.